# Acantholimon hedinii
Acantholimon hedinii är en triftväxtart som beskrevs av Carl Hansen Ostenfeld. Acantholimon hedinii ingår i släktet Acantholimon och familjen triftväxter. Inga underarter finns listade i Catalogue of Life.